# Calonne-sur-la-Lys
Calonne-sur-la-Lys è un comune francese di 1 632 abitanti situato nel dipartimento del Passo di Calais nella regione dell'Alta Francia.
Il suo territorio comunale è bagnato dal Lys e dal suo affluente Clarence.

## Società

### Evoluzione demografica
Abitanti censiti